# 多相睡眠
多相睡眠（たそうすいみん、Polyphasic sleep、分割睡眠 Segmented sleep, divided sleep）は、一日に複数回の睡眠をとることである。人工照明発明以前の人類が行っていた、動物の一般的な睡眠法とされる。

## 2相睡眠（Biphasic sleep）
電気照明が発明される以前の中世、近世ヨーロッパでは、人々は夜寝始めの「第1睡眠」、夜中に目が覚めて朝まで寝る「第2睡眠」の2回の睡眠を取っていた。
冬のような短い昼日光（10時間以下）の期間、ヒトは2相睡眠に適応する。
人工照明の無い生活をするとヒトは2相睡眠を行う。これは1992年にトーマス・ウェーアによる研究で確かめられた。ウェーアは数週間実験したところ、被験者は4時間眠り、2,3時間起き、再び4時間眠るという睡眠パターンをとった。

### 歴史
「第1睡眠」「第2睡眠」の用語は、古くはホメーロスの『オデュッセイア』、ウェルギリウスの『アエネーイス』といった、紀元前に書かれた書物にみられる。中世またはそれ以後も『ドン・キホーテ』、『モヒカン族の最後』、『ジェーン・エア』、『戦争と平和』といった小説で言及があり、19世紀の1000以上の新聞でも「第1睡眠」「第2睡眠」の記述があるという。しかし、この睡眠が一般的だった時代には、この睡眠方法についての調査や研究はなく、詳細についてはわかっていない。ヨーロッパ以外では、ナイジェリアのティヴ族がこの睡眠方法をとっていたことが1969年の調査で明らかになっている
この睡眠方法は、17世紀終わりごろから、都市部を中心に徐々に一般的でなくなっていった。この原因の1つには人工照明の普及が挙げられる。人工照明によりこれまでの睡眠のリズムが変化し、人々は1度に睡眠をとるようになったと考えられている。

### 名称
中世英国、ロマンス語諸語、ナイジェリアのティヴ族では、最初の眠りを「第1睡眠」、一度目が覚めてから2度目の眠りを「第2睡眠」と名付ける。
- 英語：first sleep (dead sleep) 、second sleep (morning sleep)
- フランス語：premier sommeil (premier somme)
- イタリア語： primo sonno
- ラテン語： primo somno (comcubia nocte)

双方の睡眠の間の覚醒状態はフランス語では dorveille (睡眠と覚醒の間) と呼ばれる。

### 生活リズム
「第1睡眠」「第2睡眠」が一般的だった時代、人々は午後9時または10時頃に睡眠に入り、約3時間半後に目を覚まして1時間程度過ごし、その後再び3時間半ほど寝ていたと考えられている。
第1睡眠と第2睡眠の間の行動としては、執筆活動、読書、裁縫、祈り、トイレ、軽食、掃除、隣人との話などがあった。ベンジャミン・フランクリンはロンドンに在住していたとき、早朝に起きて裸で読書や書き物をして、その後ベッドで1，2時間睡眠をとっていたという。

## 睡眠パターンの比較
| 名称                                        | 合計睡眠時間 | 方法                                                           |
| ------------------------------------------- | ------------ | -------------------------------------------------------------- |
| 単相（Monophasic）                          | ≈8.0 h       | 8 時間の主睡眠、4回のレム（REM）相                             |
| 2相（Biphasic）                             | ≈6.3 h       | 6 時間の主睡眠、3回のレム相 と、20分の仮眠1回、1回のレム。     |
| 通常 (昼寝 2回)                             | 5.2 h        | 4.5 時間の主睡眠、2回のレム相 と、20分の仮眠2回、1回のレム。   |
| 通常 (昼寝 3回)                             | 4 h          | 3 時間の主睡眠、1回のレム相 と、20分の仮眠3回、1回のレム。     |
| 通常 (昼寝 4-5回)                           | ≈3 h         | 1.5 時間の主睡眠、1回のレム相 と、20分の仮眠4-5回、1回のレム。 |
| ダイマクション（Dymaxion）                  | 2 h          | 毎6時間（レム1回）に、30分の仮眠（計4回）                      |
| ウーベルマン（Uberman、ドイツ語：「超人」） | 2 h          | 毎4時間（レム1回）に、20分の仮眠（計6回）                      |

## 参照
1. ↑  Capellini, I.; Nunn, C.L.; McNamara, P.; Preston, B.T.; Barton, R.A. 2008. Energetic constraints, not predation, influence the evolution of sleep patterning in mammals. Functional Ecology 22:847–853.
2. ↑  http://www.historycooperative.org/journals/ahr/106.2/ah000343.html,  Sleep We Have Lost: Pre-industrial Slumber in the British Isles, The American Historical Review
3. ↑  
ジェッサ・ギャンブル 「自然な睡眠周期」の講演映像 - TEDカンファレンス、2010年9月、4分1秒。
4. ↑  Wehr, T.A. (June 1992). “In short photoperiods, human sleep is biphasic”. J Sleep Res 1 (2):  103–107. doi:10.1111/j.1365-2869.1992.tb00019.x. PMID 10607034.
5. ↑  Coturnix (16 October 2006). “What is a 'natural' sleep pattern?”. A Blog Around the Clock (ScienceBlogs) 2007年12月29日閲覧. "Includes image: the original data from Wehr's experiment."
6. ↑  A. Roger Ekirch (2005), At Day's Close: Night In Times Past, pp. 308-310,311-323 ISBN 0-393-05089-0
7. ↑  Frances Quarles (London 1644), Enchirdion ch. 54
8. ↑  ラミレズ 2021, p. 40.
9. 1 2  イーカーチ 2015, p. 436.
10. 1 2 3 4  ラミレズ 2021, p. 21.
11. ↑  イーカーチ 2015, pp. 431–432.
12. ↑  イーカーチ 2015, p. 479.
13. ↑  A. Roger Ekirch (2005), At Day's Close: Night In Times Past, pp. 301-302 ISBN 0-393-05089-0
14. ↑  イーカーチ 2015, pp. 432, 436.
15. ↑  イーカーチ 2015, p. 446.
16. ↑  イーカーチ 2015, p. 440.
17. ↑  Lejuwaan, Jordan. http://www.highexistence.com/alternate-sleep-cycles/
18. ↑  バックミンスター・フラー、6時間毎に30分の睡眠をとる生活を2年間継続 “Dymaxion Sleep”. Time Magazine. (1943-10-11) 2008年1月12日閲覧。.
19. ↑  "Dymaxion," polyphasicsleep.info Retrieved on 2009-07-25